# Avesnes-Chaussoy
Avesnes-Chaussoy là một xã thuộc tỉnh Somme, vùng Hauts-de-France, Pháp.
Thị trấn này có diện tích 6,12 km2, dân số theo điều tra năm 1999 là 53 người. Khu vực này có độ cao trung bình 99 m trên mực nước biển.

## Dân số
| 1851 | ? | 1954 | ? | 1962                                         | 1968 | 1975 | 1982 | 1990 | 1999 |
| ---- | - | ---- | - | -------------------------------------------- | ---- | ---- | ---- | ---- | ---- |
|      |   |      |   | 50                                           | 58   | 65   | 58   | 51   | 53   |
|      |   |      |   | Số liệu từ năm 1962, dân số không tính trùng |      |      |      |      |      |